# Armoiries du Gabon
Les armoiries du Gabon furent dessinées par l'héraldiste et vexilologue suisse Louis Mühlemann, un des membres fondateurs de la Fédération internationale des associations vexillologiques (FIAV) et également dessinateur des armoiries de la république du Congo.
D'or, à la nef de sable équipée du même, au pavillon du Gabon, tiercé en fasce de sinople, d'or et d'azur, naviguant sur une mer d'azur ; au chef de sinople, chargé de trois besants d'or.
Les émaux représentent la forêt équatoriale (sinople), le soleil (or) et l'océan (azur). 
Les besans d'or montrent l'abondance minérale du pays. La nef (navire) représente le Gabon qui part en direction d'un avenir meilleur.
L'écu est tenu par deux panthères noires. Elles symbolisent la vigilance et la valeur du président qui protège la nation. Il est posé sur un okoumé (arbre utilisé notamment dans la production du contreplaqué, l'une des premières ressources du Gabon) symbolisant le commerce du bois.
Un listel en pointe porte la devise officielle du pays, en capitales d'or sur champ d'azur : « Union - Travail - Justice ». Le cri, placé en chef, en capitales de sable, est : « Uniti progrediemur » (en latin : « Unis, nous allons de l'avant »).